# Mariana Ximenes
Mariana Ximenes (n. 26 aprilie 1981 în São Paulo) este o actriță de origine braziliană. Cunoscută publicului român din miniseria Șapte femei și serialele de succes Ciocolată cu piper și Cuibul de vipere.
1. 1 2   https://www.purepeople.com.br/famosos/mariana-ximenes_p2508 Lipsește sau este vid: |title= (ajutor)
2. ↑  „Mariana Ximenes”, Internet Movie Database, accesat în 14 iulie 2016